# جوناثان هايد
جوناثان هايد (بالإنجليزية: Jonathan Hyde) (و. 1948 – م) هو ممثل من المملكة المتحدة، أستراليا . ولد في بريزبان .

## التعليم
تعلم في الأكاديمية الملكية للفنون المسرحية، في تخصص تمثيل

## روابط خارجية
- جوناثان هايد على موقع IMDb (الإنجليزية)
- جوناثان هايد على موقع قاعدة بيانات الأفلام العربية
- جوناثان هايد على موقع ألو سيني (الفرنسية)
- جوناثان هايد على موقع أول موفي (الإنجليزية)
- جوناثان هايد على موقع قاعدة بيانات الأفلام السويدية (السويدية)
- جوناثان هايد على موقع إن إن دي بي (الإنجليزية)
- جوناثان هايد على موقع قاعدة بيانات الفيلم (الإنجليزية)
- جوناثان هايد على موقع كينوبويسك (الروسية)